# Campeonato Mundial de Esgrima de 1974
El XL Campeonato Mundial de Esgrima se celebró en Grenoble (Francia) en 1974 bajo la organización de la Federación Internacional de Esgrima (FIE) y la Federación Francesa de Esgrima.

## Medallistas

### Masculino
| Evento              | Oro                                                                      | Plata | Bronce                                                                                                 |
| ------------------- | ------------------------------------------------------------------------ | --- | --- |
| Florete individual  | Alexandr Romankov URSS                                                   | Carlo Montano · Italia                                                                                     | Frédéric Pietruszka Francia                                                                            |
| Florete por equipos | Alexandr Romankov Vasili Stankovich Vladimir Denisov Yuri Chizh URSS     | Marek Dąbrowski · Lech Koziejowski · Jerzy Kaczmarek · Ziemowit Wojciechowski · Leszek Martewicz · Polonia | Christian Noël Daniel Revenu Bernard Talvard Didier Flament Francia                                    |
| Espada individual   | Rolf Edling · Suecia                                                     | Jacques Brodin Francia                                                                                     | Boris Lukomski URSS                                                                                    |
| Espada por equipos  | Rolf Edling · Hans Jacobson · Carl von Essen · Göran Flodström · Suecia  | Elmar Beierstettel Hans-Jürgen Hehn Joachim Peter Alexander Pusch RFA                                      | Győző Kulcsár · Sándor Erdős · Pál Schmitt · Jenő Pap · Hungría                                        |
| Sable individual    | Mario Aldo Montano · Italia                                              | Viktor Krovopuskov URSS                                                                                    | Viktor Sidiak URSS                                                                                     |
| Sable por equipos   | Vladimir Nazlymov Viktor Krovopuskov Viktor Sidiak Eduard Vinokurov URSS | Dan Irimiciuc Cornel Marin Ioan Pop Alexandru Nilca Rumania                                                | Mario Aldo Montano · Mario Tullio Montano · Tommaso Montano · Rolando Rigoli · Michele Maffei · Italia |

### Femenino
| Evento              | Oro                                                                                      | Plata                                                                                          | Bronce                                                                            |
| ------------------- | ---------------------------------------------------------------------------------------- | ---------------------------------------------------------------------------------------------- | --------------------------------------------------------------------------------- |
| Florete individual  | Ildikó Bóbis · Hungría                                                                   | Ildikó Schwarczenberger · Hungría                                                              | Nailia Guiliazova URSS                                                            |
| Florete por equipos | Olga Kniazeva Valentina Sidorova Nailia Guiliazova Yelena Belova Valentina Nikonova URSS | Ildikó Bóbis · Ildikó Schwarczenberger · Ildikó Rejtő · Mária Szolnoki · Magda Maros · Hungría | Ana Pascu Ecaterina Stahl Ileana Gyulai Suzana Ardeleanu Magdalena Bartoș Rumania |

## Medallero
| Núm. | País    | Oro | Plata | Bronce | Total |
| ---- | ------- | --- | ----- | ------ | ----- |
| 1    | URSS    | 4   | 1     | 3      | 8     |
| 2    | Suecia  | 2   | 0     | 0      | 2     |
| 3    | Hungría | 1   | 2     | 1      | 4     |
| 4    | Italia  | 1   | 1     | 1      | 3     |
| 5    | Francia | 0   | 1     | 2      | 3     |
| 6    | Rumania | 0   | 1     | 1      | 2     |
| 7    | RFA     | 0   | 1     | 0      | 1     |
| 7    | Polonia | 0   | 1     | 0      | 1     |
|      | TOTAL   | 8   | 8     | 8      | 24    |